# Sibljak

Submediterrane Sibljak-Formationen die vom Christusdorn und verkrüppelter Mazedonischer, Zerr- und Ungarischer Eiche aufgebaut werden, bedecken die Hanglagen im Tal des Karst-Flusses Trebišnjica. Bei den dunkelgrünen Wäldern handelt es sich um Schwarzkiefer-Wälder.

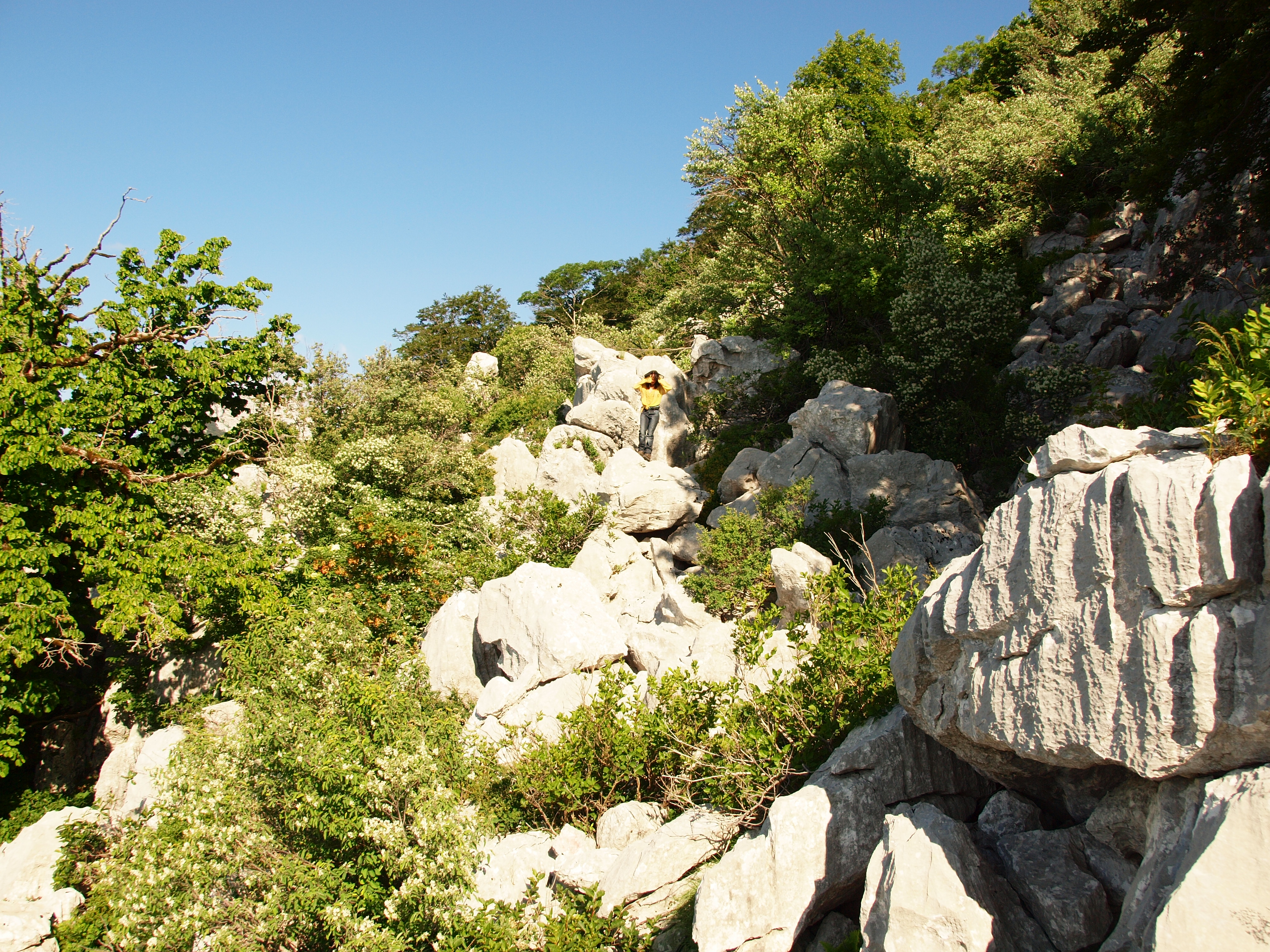
Der Sibljak der oromediterranen Stufe mit der pflanzensoziologischen Ordnung Lonicero-Rhamnion, Velje leto im Orjen

Der Sibljak (serbokroat. Šibljak) ist eine weit verbreitete sommergrüne natürliche bis halbnatürliche Gebüschwaldformationen der (sub-)mediterranen Länder Südosteuropas, die insbesondere in den subadriatischen Dinariden auf Kalkstein sehr häufig ist und hier auf ehemaligen Waldstandorten der supramediterranen- wie der unteren montanen Stufe als dominierende Ersatzgesellschaft auftritt. Der Sibljak ist physiognomisch der Macchie verwandt, die im Unterschied zum Sibljak von Hartlaubelementen der Mediterraneis aufgebaut wird. Sibljak ersetzt in der klimatisch determinierten Verbreitungsgrenze der Macchie diese in den darauf folgenden Höhenstufen. In der älteren botanischen und geographischen Literatur wurde als Oberbegriff der auf Kalksteinen stockenden Buschformationen der Dinariden »Karstwald« verwendet, der jedoch zum Teil auch andere Formationen wie die Pseudomachie unter demselben Begriff zusammenfasst.

## Verbreitung
Der Sibljak ist für die gesamte Balkanhalbinsel eine charakteristische Vegetations-Formation. In den kontinental geprägten klimatischen Räumen des Balkans ist wo die Waldvegetation durch anthropogene Einflüsse vernichtet wurde, deren eigentliches Charakteristikum, wird jedoch auch in den transititären Klimaten zwischen Mediterraneis und Gemäßigter Zone gefunden. Selbst im Mediterranen Raum vertritt der Sibljak die Macchie ab der supra-/oromediterranen Höhenzone.

## Charakteristik
Adamović sowie Heinrich Brockmann-Jerosch und Eduard Rübel haben den Sibljak als Typform der Sommergebüsche genommen, die im europäischen Rahmen gegen die Wintergrünen- (Machie, Garigue) sowie Lorbeewaldartigen Gebüsche (Pseudomachie) unterscheiden.
So sind Sibljak-Formationen von licht- und wärmeliebenden sommergrünen Gebüschen aufgebaut. Obwohl die Standorte manchmal eine Degradationsform ehemaliges Eichenwaldstandorte sind, insbesondere der Ungarischen- und Makedonischen Eiche, sind an seinem Aufbau keine hochwachsenden Bäume sowie keine aus Eichenwäldern stammenden Arten beteiligt.
An der Nordadria wird der Sibljak ab 350 m, an der Südadria ab 550 m angetroffen. Je nach Höhenlage und Breitengrad kommen hier und da Hartlaubgewächse hinzu. Charakteristisch sind jedoch sommergrüne mediterrane Sträucher oder strauchartig entwickelten Bäume.

## Synsoziologie

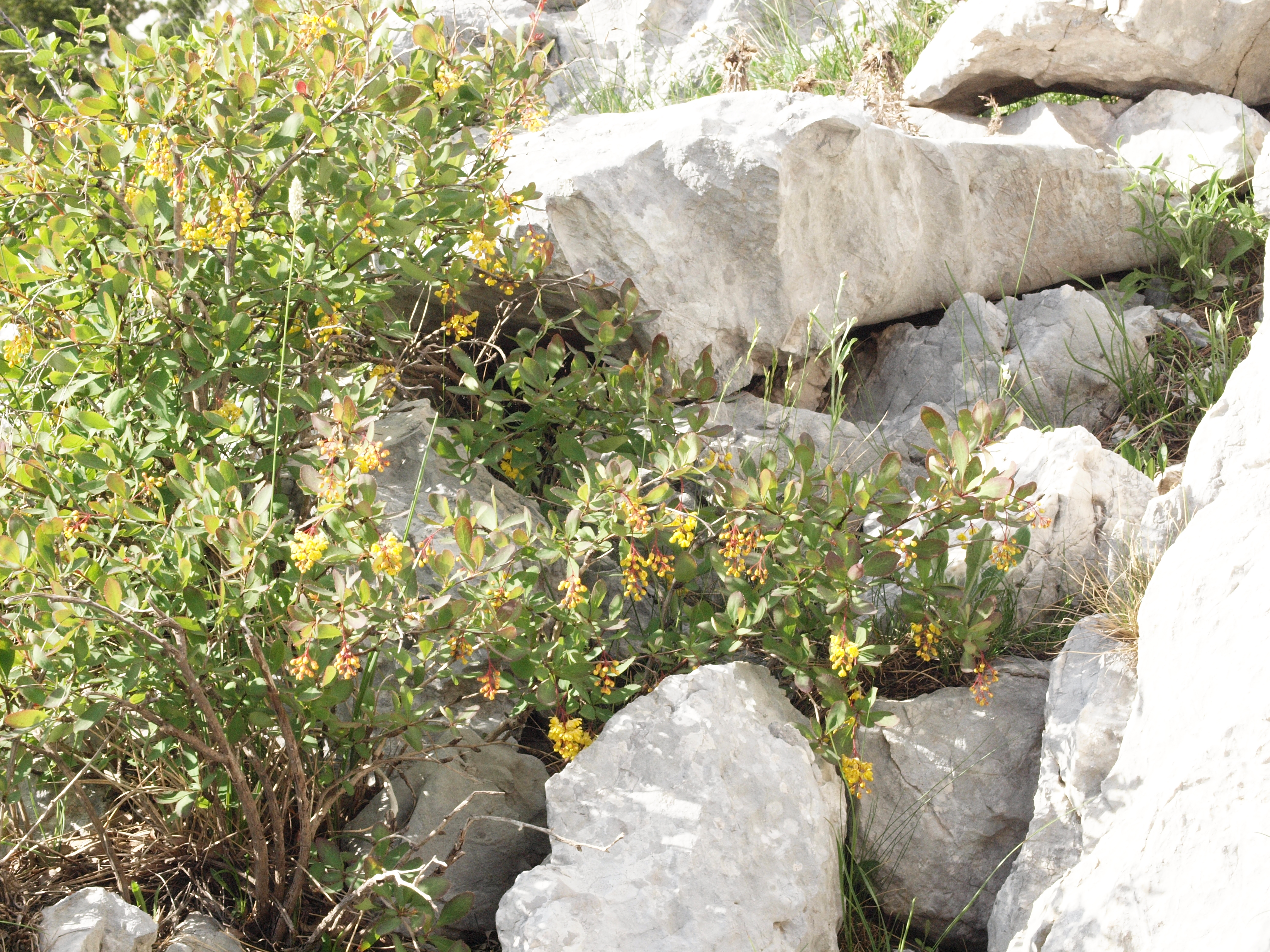
Berberis illyrica in der subalpinen Krummholz-Sibljak Assoziation Berberidi-Rhamnetum Hor.

Für die Sibljak-Gesellschaften des Balkans wurden verschiedene pflanzensoziologische Ordnungen aufgestellt:
- Die echten submediterranen Sibljak-Formationen sind im Verband Paliuro-Cotinetalia Fuk. mit der Ordnung Paliuro-Petterion Fuk. zusammengefasst. Hierin unterscheidet Fukarek die Assoziationen Paliuretum submediterraneum und Juniperetum oxycedri. Als immergrüne Bestandteile wurde hierin im Tal der Trebišnjica in der südwestlichen Herzegowina zum einen Breitblättrige Steinlinde (Phillyrea media) und die Steineiche (Quercus ilex) gefunden.
- Die am höchsten auftretenden Sibljak-Formationen gehören zu einem eigenen Verband: Rhamnetalia fallacis Fuk. mit der Ordnung Lonicero-Rhamnion und der Hauptassoziation Berberidi-Rhamnetum. In diesen sind der Kreuzdorn Rhamnus fallax und die Berberitze Berberis illyrica die Charakterarten.

Im Artenspektrum der an die Hartlaubstufe der Ostadria anschließenden supramediterranen Mischlaubstufe beteiligen sich: Punica granatum, Paliurus spina-christi, Jasminus fruticans, Crataegus pyracantha gemischt mit  Pistacia terebinthus, Colutea, Coronilla emeroides, Rhus cotinus, Staphylea pinnata etc. Unter den gelegentlich eingestreuten immergrünen Elementen Juniperus oxycedrus, Phyllirea ssp., Ruscus aculeatus u. a.
Aus den höheren oromediterranen Mischlaubstufen treten daneben höherwärts noch Petteria ramentacea, Fraxinus ornus, Ostrya carpinifolia, Carpinus orientalis, Acer monspessulanum, Prunus mahaleb, Colutea arborescens, Rhamnus ssp. sowie Rubus ssp. u. a. hinzu.
Die Bodenvegetation des Sibljak ist oromediterran mit dem submediterranen-submontanen Hopfenbuchenwald ähnlich: Ostrya carpinifolia, Sesleria autumnalis, Paeonia peregrina, Asparagus tenuifolius, Aristolochia pallida, Mercurialis ovata, Spiraea ulimifolia; mit dem Carpinetum orientalis verbindende Kennarten: Fraxinus ornus, Celtis australis, Prunus mahaleb, Pyrus amygdaliformis, Acer monspessulanum, Coronilla emeroides, Colutea arborescens, Hellebours istraiacus, Cotinus coggygria.
Die von Pavle Fukarek aufgestellte Sibljak-Ordnung Lonicero-Rhamnion ist aus den höheren Stufen der subadriatischen Dinariden beschrieben worden und wird nach EUNIS zu den reliktischen laubwerfenden subalpinen Krummholzgebüschen gezählt. Hierbei sind Rhamnus fallax, Lonicera glutinosa, Berberis illyrica und Viburnum maculatum neben verschiedenen Rosen, der Eibe und Baumhasel hauptsächliche Charakterarten in der Gehölzschicht. Lilium martagon var. cattaniae tritt in der Assoziation Berberido-Rhamnetum, wie von Fukarek aus dem Orjen beschrieben, als besondere Begleitpflanze auf. Diese Assoziation kann bei Aufkommen der Weißtanne in den Dinarischen Karstblockhaldenwald übergehen.

## Ökologie
Sibljak ist entweder eine natürliche Formation an Felsen oder stellt eine halbnatürliche Ersatzgesellschaft von klimazonalen oder azonalen Einheiten. Da viele der Sträucher die die Formation aufbauen fast nie oder nur sporadisch als Unterholz in den Wäldern vorkommen, verdankt die Sibjlak-Formation der Entwaldung nur ihre Verbreitung, nicht aber ihre ursprüngliche Entstehung.
Die Formation bestockt zumeist Rohböden der Bodenklasse Rendzic Leptosols, die in tierferen Lagen auch zu Terra rossa gehören können. In Hochlagen werden tieferen entwickelte Kalkokambisole als organogene Humusböden, die durch minerogene Anreicherung geprägt sind, vom Verband Lonicero-Rhamnion Fuk. wie beispielsweise im Orjen-Gebirge bestockt. Die tiefer entwickelten organo-minerogenen Böden der Sibljak-Standorte sind noch durch Tonanreicherung gekennzeichnet. Damit kann Wasser adsorptiv besser gehalten werden, was diese weniger schnell austrocknen lässt. Wegen der im Meditrranen Klimaraum kritischen Wasserhaltefähigkeit sind auf Kalkomelanosolen auch nur solche Formationen entwickelt, die sich an die stärker xerophytischen Verhältnisse anpassen können, zu denen Sibljak-Formationen zuzurechnen sind.

## Typen
Nach den Faziesbildenden Leitpflanzen hatte Adamović unter andern folgende Typen unterschieden: Cotinus-Typ sowie Paliurus-Typ. Weitere Typen mit Coriaria, Syringa, Petteria, Cercis, Chamaecerasus, Amygdalus, Forsythia, Zizyphus, Punica, Lantana, Berberis und Quercus.

## Etymologie
Der Begriff wurde in der Ökologie durch Lujo Adamović (1901, 09) eingeführt. Im serbokroatischen bedeutet der Begriff eigentlich nur »Gebüsch«.